# Eliakin Rufino
Eliakin Rufino de Souza, mais conhecido apenas como Eliakin Rufino (Boa Vista, 27 de maio de 1956), é um poeta, cantor, escritor, professor de filosofia, produtor cultural e jornalista brasileiro. É, junto a Zeca Preto e Neuber Uchoa, um dos integrantes do movimento Roraimeira — expressão cultural amazônica considerada por cientistas sociais como um dos expoentes máximos na construção da identidade roraimense.

## Biografia
Eliakin é de filho de Genésio Rufino de Souza (1923 - 2006) e Joana Souza, neto paterno de José Rufino de Souza e Albertina de Freitas. José Rufino de Souza foi homenageado com uma rua em Mucajaí.
O poeta roraimense teve seu interesse pelas letras e pela literatura surgido ainda na adolescência. Em Boa Vista, até a metade dos anos 70, havia somente uma emissora de rádio e não havia emissoras de televisão. A diversão nessa época então era emprestar os livros da Biblioteca Pública, assim  nasce o seu interesse, e consequentemente, a influência na área da poesia que iria permear toda a sua vida, com autores como: J.G de Araújo Jorge, Joaquim Cardozo, Castro Alves, C.D. de Andrade, Thiago de Mello, entre outros artístas.
Eliakin Rufino entrou na Faculdade de Jornalismo em 1975, aos 18 anos, na Universidade Federal de Goiás, em Goiânia,  mesmo ano em que o  jornalista Vladimir Herzog foi torturado até a morte em São Paulo pela polícia politica. Sua família, então  temendo por seu futuro na profissão, fez com que ele desistisse do curso, cortando a mesada que o sustentava naquela cidade. Ele então vive um período hippie durante 1976/77 e se auto-exila na Venezuela durante 1978/79. Retorna ao Brasil e ingressa na Faculdade de Filosofia no Amazonas (UFAM), formando-se em 1984, ano que retorna para Boa Vista.

## Carreira Artistica
Eliakin Rufino começou sua carreira artística nos anos de 1980 e tem seu primeiro livro publicado em 1984, Pássaros Ariscos. Nesse mesmo ano com forte influência do Modernismo e do Tropicalismo, junto com os amigos Zeca Preto e Neuber Uchoa, criou o Movimento Roraimeira, que por quase duas décadas referenciou e revelou artistas nas artes plásticas, culinária, literatura, dança, fotografia e  na música, contribuindo para a construção da identidade cultural de vozes e feições para o povo de Roraima, calcado, sobretudo, nos elementos da cultura e da paisagem natural existente na região.
O trio Roraimeira – como ficou conhecido o grupo composto por Eliakin Rufino – lançou dois discos: Roraima  e O canto de Roraima e suas influências indígenas e caribenhas.  Ao mesmo tempo em que compunha com o trio, o poeta enveredava por uma carreira solo e  partir do ano 2000 encerraram suas apresentações com o trio. Nesse mesmo ano, esse movimento iniciado na década de 1980 passa a se chamar Arte Roraimeira.
Em 1985, numa merecida homenagem a Boa Vista escreve o hino do município instituído pela lei nº 134, datado de 26 de novembro de autoria do ex-prefeito de Boa Vista Barac da Silva Bento.
Eliakin Rufino, como parte da difusão da cultura amazônica, foi o primeiro a criar um programa radiofônico para tocar a música de Roraima e da Amazônia em 1987. Nessa época, aflorando sua verve jornalista, que permaneceu incólume desde os idos de 1975, passa a escrever artigos de opinião para os jornais impressos de Boa Vista.
Depois de muito tempo debruçado no papel e na caneta e dando aulas de filosofia, arte e história para adolescentes do Ensino Médio, Eliakin não envereda pela carreira docente. Percebeu então que seu conhecimento com o violão e a filosofia lhe permitia dar mais riqueza e musicalidade a tudo que escrevia. Assim faz nascer o seu primeiro disco de canções Amazônia Legal em 1997 e Me toca em 1998, CDs que acabaram por alavancar sua carreira musical, proporcionando um maior alcance de sua obra pela Amazônia e no resto do país.

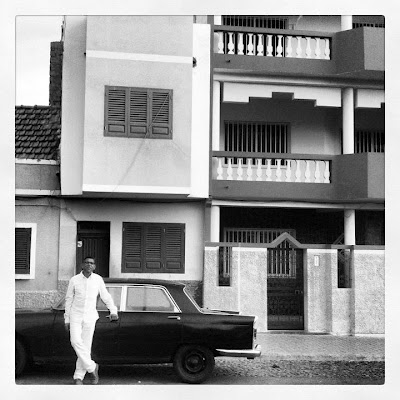
Eliakin em frente à casa onde viveu a cantora Cesária Évora,
em Mindelo - Cabo Verde, 2011.

Desde então algumas de suas composições passam a ser gravadas por artistas da Amazônia fazendo sucesso em nível nacional como: o paraense Nilson Chaves que gravou a música “Tudo Índio”, a amazonense Eliana Printes que incluiu em seus CDs “Madrugada” e  “Se chovesse você” com participação de Chico César, "Ditados Impopulares" no CD Raiz, de Leila Pinheiro, "Pimenta com Sal" no CD Treme, de Gaby Amarantos (em dueto com Fernanda Takai) e Todo Mundo Nasce Artista", no CD Trelelê, de Aíla. Além desses, vários artistas locais têm entre suas gravações alguma composição do poeta.
Outro feito que lhe rendeu destaque nacional, fruto de sua veia poética foi transformar o Estatuto da Criança e do Adolescente numa grande poesia, que foi editado em livro e distribuído por todo o país, com mais de  5 mil exemplares impressos e distribuídos em vários Estados. Em São Paulo, a famosa e tradicional companhia de balé Stagium o transformou em um grande espetáculo, onde 50 crianças recitam todo o texto durante o show.
As letras dos poemas musicais de Eliakin percorrem por uma temática livre, abordam como temas a liberdade e os direitos humanos, a natureza e as críticas sociais, que com letras ácidas e bem-humoradas, tratam de assuntos sociais, ambientais, políticos e existenciais, contemplando sem preconceito vários ritmos, da balada, bolero e blues ao rap, pop e poemas falados.
Atualmente Eliakin Rufino de Souza, além da carreira artística é produtor Cultural e professor de literatura indígena na Universidade Federal de Roraima-(UFRR).

## Condecorações
- Medalha do Mérito Governador Ottomar de Sousa Pinto [5]

## Discografia[6]
- Trio Roraimeira – Eliakin Rufino, Neuber Uchoa e Zeca Preto: Roraima (1992)
- Amazônia Legal (1997)
- Me toca (1998)
- O canto de Roraima e suas influências indígenas e caribenhas (2000)
- Eliakin em Porto Alegre ao vivo (2006)
- Mestiço (2008)
- Roraimeira - O canto de Roraima - Projeto Pixinguinha (2009)
- Eliakin Diz (2011)

## Livros[7]
- Pássaros Ariscos (1984)
- Poemas (1987)
- Escola de Poesia (1990)
- Brincadeira (1991)
- Poeta de água doce (1993)
- Versão Poética do Estatuto da Criança e do Adolescente (1995)
- Poesia para ler na cama (1997)
- Poeta de Água Doce (1999)
- Cavalo Selvagem - Editora Valer (2011)

Possui ainda diversos poemas publicados em antologias e sítios de poesia nacionais e internacionais.[carece de fontes?]